# Samsung Wave
Wave – seria urządzeń typu smartfon, produkowana od 2010 roku przez firmę Samsung. Pierwszym urządzeniem z tej serii jest model S8500, zaprezentowany na początku 2010 roku, na targach MWC.

## Modele
- S5250 – Wave 525 (lub Wave 2 pro) ma 3,2" ekran TFT, o rozdzielczości 240×400 pikseli, oraz łączność Bluetooth, Wi-Fi. Oparty jest na systemie Bada OS.
- S5330 – Wave 533 to „biznesowa” wersja modelu 525. Od S5250 różni się tylko obecnością sprzętowej klawiatury QWERTY.
- S7230 – Wave 723 ma procesor 600 MHz, ekran dotykowy 3,2", czy Bluetooth 3.0. Telefon ma także łączność Wi-Fi b/g/n. Ma zainstalowany system Bada 1.1.
- S8500 – Wave to pierwszy model z serii. Wyposażony został w ekran 3,3" Super AMOLED 480×800 pikseli, czy procesor 1 GHz. Ma wbudowany aparat 5 MPx.
- S8530 – Wave II jest następcą modelu S8500. Ma większy ekran 3,7", wykonany w technologii Super Clear LCD zamiast Super AMOLED i procesor 1 GHz – Hummingbird.
- S5380 – Wave Y, ma ekran dotykowy 3,2", procesor 832 MHz i aparat 2 megapiksele. Zgodnie z nowym systemem nazewnictwa smartfonów, model „Y” jest stworzony dla młodych użytkowników.
- S7250 – Wave M to model z półki średniej, oferujący ekran dotykowy 3,65", procesor taktowany 832 MHz, aparat 5 MPx i przednią kamerkę 0,3 MPx.
- S8600 – Wave 3 jest następcą modeli S8500 i S8530. Ma ekran Super AMOLED 4,0", procesor 1,4 GHz, aparat 5 megapikseli.

(źródło 1 źródło 2)